# Stictopleurus punctatonervosus
Stictopleurus punctatonervosus är en insektsart som först beskrevs av Johann August Ephraim Goeze 1778.  Stictopleurus punctatonervosus ingår i släktet Stictopleurus, och familjen smalkantskinnbaggar. Arten är reproducerande i Sverige.

## Bildgalleri

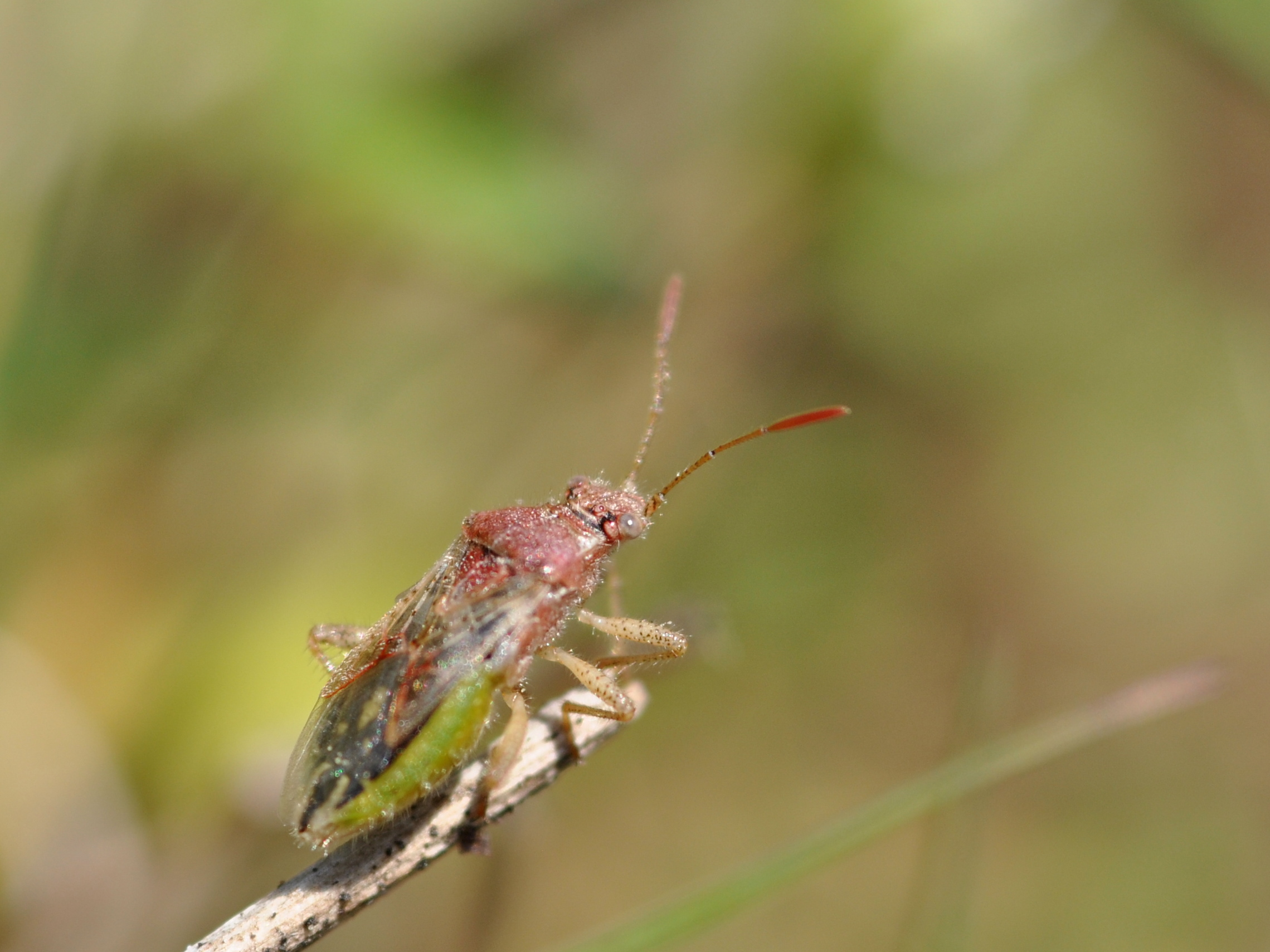
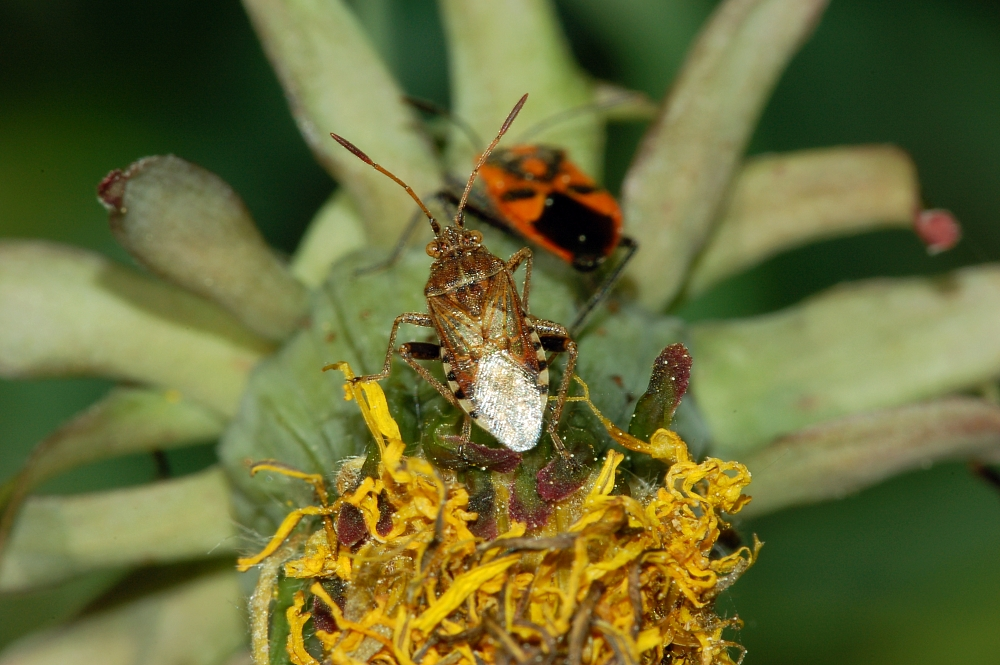
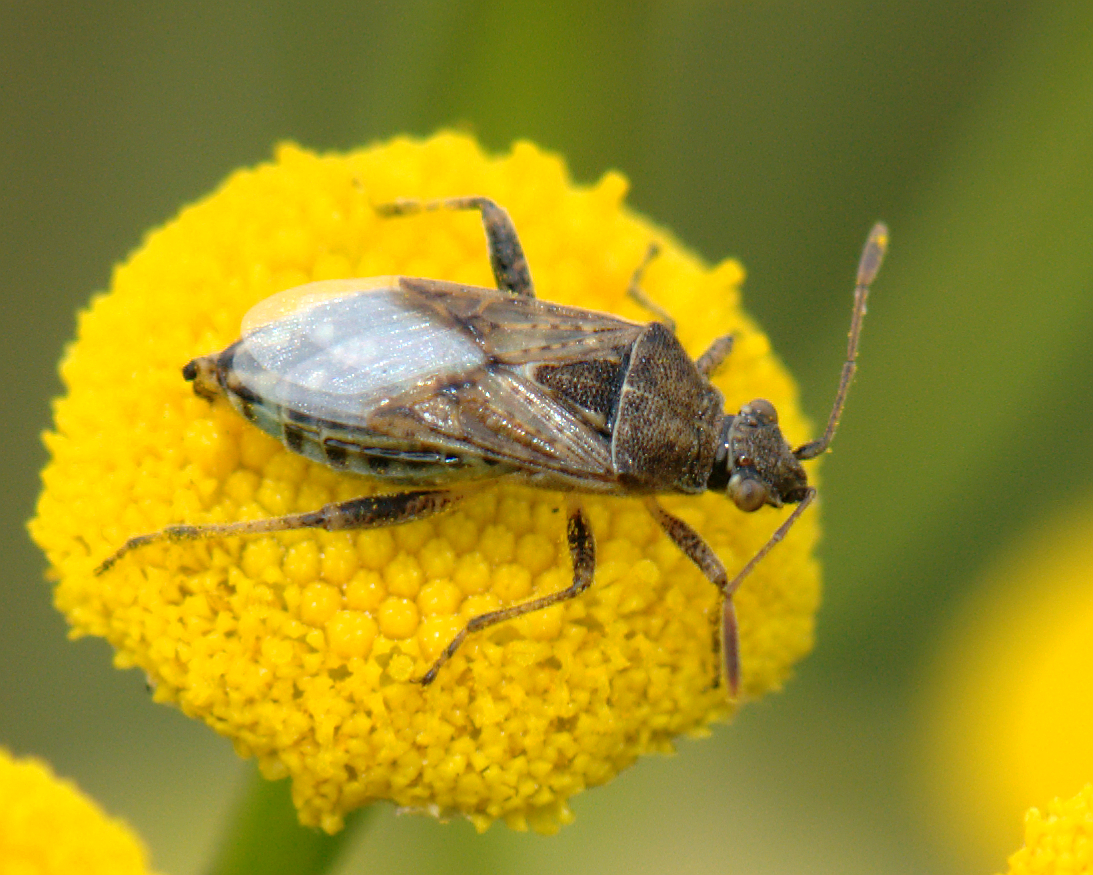
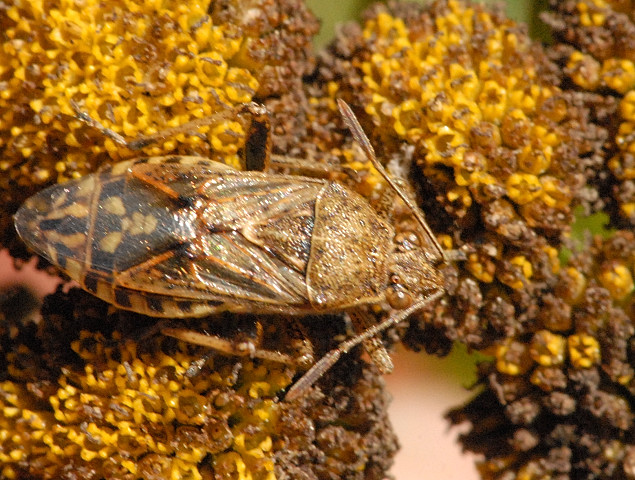
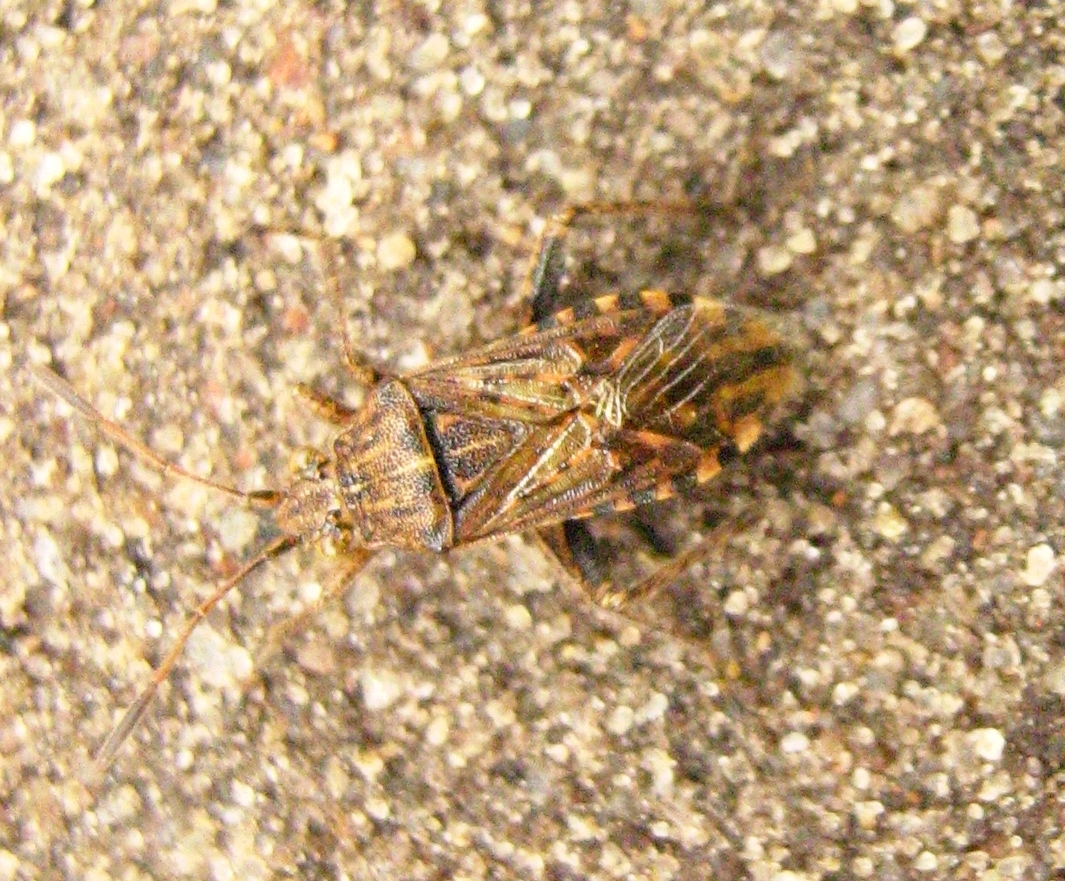